# Cinéma contemplatif
Le cinéma contemplatif, également appelé cinéma lent (en anglais : slow cinema) ou cinéma de la lenteur, ou encore cinéma soustractif, est une esthétique cinématographique caractérisée par un style minimaliste avec peu ou pas de narration et faisant un usage fréquent du plan-séquence,. Le pouvoir des images seules domine, effaçant la nécessité du récit, des dialogues, de la musique et même du montage.

## Histoire
L'un des premiers à commenter ce courant du « cinéma de la lenteur » fut le critique français Michel Ciment, en opposant la dichotomie Lumière-Méliès pour décrire les deux bras du cinéma contemporain : 

« [..] Il semble que la voie Lumière (l'enregistrement de la réalité) et la voie Méliès (le processus d'animation) n'aient jamais été autant explorées. Avec le développement de la télévision, des milliers de chaînes déversent des images du monde. Cet effet de réalité a influencé le cinéma de fiction, qui se concentre de plus en plus sur les détails de la vie quotidienne. »

— Discours « État du monde du cinéma », au 46e festival international du cinéma de San Francisco
La voie Lumière, aux origines du cinéma dès 1895, avec les vues cinématographiques des opérateurs des frères Lumière, a fortement influencé ce retour aux sources qu'est le cinéma contemplatif : filmer la réalité, en plan séquence, avec un cadre le plus souvent fixe, et sans acteurs professionnels.
Il y eut aussi des documentaires artistiques, d'avant-garde ou faux documentaires de Robert Flaherty (Nanouk l'Esquimau, 1922), d'Alberto Cavalcanti (Rien que les heures, 1926), de Walter Ruttmann (Berlin, symphonie d'une grande ville, 1927), de Joris Ivens (Études des mouvements à Paris, 1928), d'André Sauvage (Études sur Paris, 1928), de Jean Epstein (Finis terræ, 1929) ou de Jean Vigo (À propos de Nice, 1930) qui ont, à l'époque du cinéma muet, chacun à leur façon, tracé cette voie.
Parmi les réalisateurs précurseurs les plus marquants du genre figurent : Andreï Tarkovski (Russie), Michelangelo Antonioni (Italie), Robert Bresson (France), Miklós Jancsó (Hongrie), Pier Paolo Pasolini (Italie), Jacques Tati (France), Alexandre Sokourov (Russie), Béla Tarr (Hongrie), Chantal Akerman (Belgique), Theo Angelopoulos (Grèce), Abbas Kiarostami (Iran), Frederick Wiseman (États-Unis) et Andy Warhol (États-Unis),.
Des critiques de cinéma (comme André Bazin, Qu'est-ce que le cinéma ?, 1958-62 ; ou Paul Schrader, Le Style transcendantal au cinéma, Ozu, Bresson, Dreyer, 1972), des cinéastes (Robert Bresson, Notes sur le cinématographe, 1975 ; ou Andreï Tarkovski, Le Temps scellé, 1985), des philosophes (Gilles Deleuze, Cinéma 2 : L'image-temps, 1985 ; ou Jacques Rancière, Béla Tarr, le temps d'après, 2013) poseront les jalons du néoréalisme et du cinéma moderne. Ces textes influenceront puissamment l'avènement des cinéastes contemplatifs.
Dans les cinéastes contemporains adeptes de ce mouvement, on peut figurer : Kelly Reichardt (États-Unis), Bruno Dumont (France), Albert Serra (Espagne), Apichatpong Weerasethakul (Thailande), Jia Zhangke (Chine), Hou Hsiao-hsien (Taïwan), Tsai Ming-liang (Taïwan), Lav Diaz (Les Philippines), Sergueï Loznitsa (Ukraine), Carlos Reygadas (Méxique), Amat Escalante (Méxique), Lisandro Alonso (Argentine), Nuri Bilge Ceylan (Turquie), Wang Bing (Chine), Roy Andersson (Suède), Nikolaus Geyrhalter (Autriche), Sharunas Bartas (Lituanie), Abderrahmane Sissako (Mali), James Benning (États-Unis), Michelangelo Frammartino (Italie), Franco Piavoli (Italie), Sharon Lockhart (États-Unis), Michael Dudok de Wit (Pays-Bas), Naomi Kawase (Japon) et Pedro Costa (Portugal),.
Le AV Festival a organisé un week-end consacré au cinéma contemplatif au Star and Shadow Cinema de Newcastle upon Tyne en mars 2012, avec notamment la diffusion de films de James Benning, Lav Diaz, Lisandro Alonso et Ben Rivers.

En 2014, Antony Fiant publie le premier livre français sur le sujet intitulé Pour un cinéma contemporain soustractif, traitant en particulier des cinéastes : Wang Bing, Alain Cavalier, Aki Kaurismaki, Carlos Reygadas, Béla Tarr, Pedro Costa. Avant quoi, il avait publié dans Trafic (n° 50) un article clé « Des films gueules de bois. Notes sur le mutisme dans le cinéma contemporain » : 

« Ne pas être soumis à la dictature de la parole, pouvoir s'abandonner librement au cours d'images et de sons représentant des mondes hétéroclites, redonne en effet foi en l'art du cinéma dans un contexte où d'aucuns doutent fortement de sa capacité à se renouveler. [..] Le mutisme observé dans un certaine tendance du cinéma contemporain s'expliquerait alors par un attachement révérencieux au cinéma muet et à son expressivité ou encore par l'opiniâtreté de la si controversée incommunicabilité chère à une partie du cinéma moderne. [..] Mais on aurait tort de réduire ce cinéma-là à une simple résurgence du cinéma muet, et surtout, on en ferait un fait réactionnaire alors que le mutisme ne fait qu'explorer des territoires nouveaux pour le cinéma. »

Parmi les contemplatifs les moins reconnus, mais pas les moins méritants, on trouvera : Aktan Arym Kubat (Kirghizistan), G. Aravindan (Inde), Matthew Barney (États-Unis), Bi Gan (Chine), Lucien Castaing-Taylor (Grande Bretagne), Tacita Dean (Grande Bretagne), Paz Encina (Paraguay), Benedek Fliegauf (Autriche), Emmanuel Gras (France), Mahamat Saleh Haroun (Tchad), Hu Bo (Chine), Petter Hutton (États-Unis), Semih Kaplanoğlu (Turquie), Mani Kaul (Inde), Fred Kelemen (Allemagne), Lee Kang-sheng (Taiwan), Liu JiaYin (Chine), David Lowery (États-Unis), Raya Martin (Les Philippines), Kornél Mundruczó (Hongrie), Darejan Omirbaev (Kazakhstan), Véréna Paravel (France), Rafi Pitts (Iran), Pen-ek Ratanaruang (Thailande), Sohrab Shahid Saless (Iran), Marat Sarulu (Kirghizistan), Ulrich Seidl (Allemagne), Kazuhiro Soda (Japon), Audrius Stonys (Lithuanie), Wang Chao (Chine)...

## Définitions

### Cinéma contemplatif
“Le cinéma contemplatif et/ou soustractif n’est rien d’autre qu’un cinéma de l’être-là des choses, des lieux et des personnages, réduits à des figures et filmés dans leur propre actualité, dans l’instant de leur seule présence effective.” Louis Daubresse
“L’art du cinéma est de fait contemplatif : il en appelle à la perception, par le regard et l’ouïe, d’une assemblée ou d’un seul spectateur, dans un lieu et un temps donné [..] Notre regard contemple l’écran tout au long de la durée d’une projection : on ne peut échapper à cette contemplation matérialiste du regard, [..] contemplation qui n’empêche nullement les yeux de rêver sur la forme, la forme du film, jusqu’au vertige.” Christophe Pellet

### Cinéma soustractif
“Ce que nous nommerons cinéma soustractif désigne un cinéma faisant preuve d’une réticence certaine [..] envers les préceptes d’un art mis au point et adoptés universellement au cours de son ère dite classique. [..] Moins d’histoire, moins de scénario, moins de récit, moins de parole, moins de musique, moins de décors, des personnages moins définis, moins de rythme effréné, moins de plans… Le spectateur est en quelque sorte sevré de ses habituels repères mais se trouve, en contrepartie, responsabilisé. [..] C’est en montrant ou en laissant entendre le moins, dans une opération d’élagage, que l’on dit le plus. Ainsi, toute la capacité de suggestion du cinéma pourra être mise en évidence.” Antony Fiant

### Slow Cinema
“Le "slow cinema" est un terme relativement récent utilisé pour désigner une branche du cinéma d'art caractérisée par des récits minimalistes, peu d'action ou de mouvements de caméra, et de longues durées. Harry Tuttle a établi quatre critères pour définir le cinéma lent : absence d'intrigue, silence, lenteur et aliénation. De nombreux termes ont été utilisés pour décrire ce phénomène : stase, contemplatif, austère, abstrait, paysage, méditatif, "délittéré", organique, élargi, et même transcendantal – chacun étant pertinent dans certains cas. C'est pourquoi un terme polyvalent comme "cinéma lent" est utile. Il est malléable.” Paul Schrader
“Ce “slow cinema” s’érigerait de plus en plus comme discours institutionnel. La lenteur manifeste, sur laquelle les analyses filmiques se dessinent toutes, devient véhicule de l’introspection, de la réflexion et de la pensée, divulguant la complexité et le mystère du monde.” Louis Daubresse

## Exemples
Parmi les précurseurs qui posent les bases et annoncent la venue d'une nouvelle esthétique, définie par le philosophe Gilles Deleuze comme l'Image-Temps (une rupture d'avec l'Image-Mouvement au moment de la deuxième guerre mondiale), on retrouve les grands réalisateurs du Néoréalisme italien (Vittorio De Sica, Roberto Rossellini), et ceux du Cinéma moderne (Robert Bresson, Michelangelo Antonioni, Andreï Tarkovski), ou encore ceux regroupés dans le livre de Paul Schrader intitulé Le style transcendantal au cinéma, Ozu, Bresson, Dreyer.
- Un condamné à mort s'est échappé de Robert Bresson (1956)
- Pickpocket de Robert Bresson (1959)
- L'Éclipse de Michelangelo Antonioni (1962)
- Au hasard Balthazar de Robert Bresson (1966)
- Solaris d'Andreï Tarkovski (1972)
- Stalker d'Andreï Tarkovski (1979)

Cette esthétique nouvelle qui se démarque de ses aînés apparait avec quelques films expérimentaux dans les années 1960-1970. Le premier film contemplatif remarquable est L'Île nue de Kaneto Shindo en 1960, qui est un film unique pour l'époque, une histoire simplissime, des plus quotidiennes, et des personnages laconiques (une famille de fermiers vivant sur une île déserte sans eau potable). Il y a aussi les films muets au long cours d'Andy Warhol, tels que Sleep (un film de plus de cinq heures du sommeil d'un homme endormi), ou Empire (8h d'une vue de l'Empire State building jusque tard dans la nuit), sans parole et sans récit. En 1967, Frederick Wiseman entame une longue et patiente filmographie avec Titicut Follies qui va développer un style documentaire observationnel, dénué de commentaires, allant en s'allongeant de plus en plus. Le moindre geste, un film inspiré et co-dirigé par Fernand Deligny sur le périple aventureux d'un enfant autiste livré à lui-même, suivant heures après heures les lignes d'erres qu'il trace dans la nature sauvage des Cevennes, sera le premier film contemplatif français. Mais le plus célèbre des films contemplatifs est Jeanne Dielman, 23, quai du Commerce, 1080 Bruxelles de Chantal Akerman, voté en 2022 meilleur film de tous les temps par la revue cinéphile britannique Sight & Sound.
- L'Île nue de Kaneto Shindo (1960)
- Sleep d'Andy Warhol (1963)
- Empire d'Andy Warhol (1964)
- Titicut Follies de Frederick Wiseman (1967)
- Le moindre geste de Fernand Deligny, Josée Manenti et Jean-Pierre Daniel (1971)
- Jeanne Dielman, 23, quai du Commerce, 1080 Bruxelles de Chantal Akerman (1975)

Dans les années 80, de grands maîtres du cinéma contemplatif, comme Alexandre Sokourov, Béla Tarr et Abbas Kiarostami vont dominer le genre qui va enfin connaître une renaissance, plus populaire et très prisée des festivals de film internationaux, au début des années 2000, avec Tsai Ming-liang, Apichatpong Weerasethakul, Wang Bing, Lisandro Alonso, Lav Diaz, Carlos Reygadas, Sergei Loznitsa, Elia Suleiman, Roy Andersson, Albert Serra... pour les plus connus.
- La Voix solitaire de l'homme d'Alexandre Sokourov (1987)
- It's Impossible to Learn to Plow by Reading Books de Richard Linklater (1988)
- Damnation de Béla Tarr (1988)
- A Brighter Summer Day d'Edward Yang (1991)
- Le Tango de Satan de Béla Tarr (1994)
- Few of Us (1996) de Šarūnas Bartas (Lituanie)
- Le Goût de la cerise d'Abbas Kiarostami (1997)
- Beau Travail de Claire Denis (1999)
- Yi Yi d'Edward Yang (2000)
- Les Harmonies Werckmeister de Béla Tarr (2000)
- Goodbye, Dragon Inn de Tsai Ming-liang (2003)
- Still Life de Jia Zhangke (2006)
- Syndromes and a Century d'Apichatpong Weerasethakul (2006)
- Somewhere de Sofia Coppola (2010)
- Il était une fois en Anatolie de Nuri Bilge Ceylan (2011)
- Le Cheval de Turin de Béla Tarr (2011)
- Oncle Boonmee, celui qui se souvient de ses vies antérieures d'Apichatpong Weerasethakul (2011)
- Les Chiens errants de Tsai Ming-liang (2013)
- Cemetery of Splendour d'Apichatpong Weerasethakul (2015)
- Kaili Blues de Bi Gan (2015)
- La Femme qui est partie de Lav Diaz (2016)
- An Elephant Sitting Still de Hu Bo (2018)
- Memoria d'Apichatpong Weerasethakul (2021)
- Pacifiction : Tourment sur les Îles d'Albert Serra (2022)
- La Zone d'intérêt de Jonathan Glazer (2023)

Sources,,,,,,,:

### Analyse
Le réalisateur et scénariste américain Paul Schrader a écrit sur le cinéma lent dans un livre intitulé Transcendental Style in Film: Ozu, Bresson, Dreyer sorti en 1972. Il l'a qualifié d'outil esthétique. Il soutient que la plupart des spectateurs trouvent le cinéma lent ennuyeux, mais qu'un « réalisateur de films lents maintient le spectateur en haleine, qui pense qu'il y a une récompense, un gain à portée de main. ». Dans sa préface de l'édition 2018, il cite les 4 critères fondamentaux du Slow Cinema : Sans récit (anglais : Plotlessness), mutisme, sans parole, non-dit (anglais : Wordlessness), lenteur (anglais : Slowness) et aliénation sociale, isolement (anglais : Alienation).
Deux spécialistes du cinéma, Katherine Fusco et Nicole Seymour, affirment que le cinéma lent a mal été défini, à la fois par ses partisans et par ses détracteurs. Selon eux : « de nombreuses analyses considèrent le cinéma lent comme (...) un répit dans notre époque saturée par la technologie et les blockbusters hollywoodiens ». Cela associerait donc ce mouvement au plaisir et à la détente. Mais en réalité, les films de cinéma lent se concentrent souvent sur des ouvriers démunis. Les deux spécialistes affirment que « pour ceux qui sont en marge de la société, la modernité est en fait vécue comme une lenteur, et généralement à leur grand détriment ».

## Caractéristiques
Les films contemplatifs peuvent se définir en 4 facettes majeures qui permettent de les rassembler en un même courant commun, une esthétique fédératrice, un mode narratif transnational.   
1. Sans récit : Sans drame ostensible en avant-plan, début tronqué, sans dénouement, fin ouverte, entraînement narratif naturel, immotivé, sans dispositifs narratifs majeurs (tel flashback, ou histoires imbriquées). Simplicité, descriptions atmosphériques, distanciation des protagonistes avec l’action en arrière-plan, sans menace imminente, sans force extérieure exerçant une pression sur les protagonistes. Les histoires contemplatives se basent sur l’accumulation de séquences presque autonomes qui forment un tout cohérent a posteriori.
2. Mutisme : Interactions laconiques (voire protagoniste silencieux), sans exposition narrative de remplissage, sans conflits psychologiques, langage corporel, sans voix-off ni musique, son direct (dans la mesure du possible). Les films contemplatifs font confiance au pouvoir narratif des images, en même temps qu’ils se défient des mots et de leur effet étouffant sur la lecture du film.
3. Lenteur : Plans longs, plans fixes et/ou mouvements de caméra lents, rythme patient, absence d'événements (temps morts), banalité futile, mouvements non coupés, activités filmées dans leur intégralité, attentes, pauses prolongées, conscience du temps. Le montage contemplatif n’est pas ralenti mais reflète le train-train de la vie quotidienne, pratiquement en temps réel.
4. Aliénation sociale : Déconnexion, errance, oisiveté, apathie, solitude, fatalisme, ennui, mélancolie, dépression, non-conformisme, absence d'existentialisme intellectualisé, distanciation du protagoniste avec le monde et avec les autres personnages, vide, cadres vides, extériorisation de la caméra par rapport au sujet. L’un des thèmes principaux du film contemplatif raconte, d’une manière ou d’une autre, l’isolement fondamental de la condition humaine. Non à travers le discours et la déstructuration du récit comme dans le cinéma moderne, mais grâce à l’absence, au secret du portrait en creux.

Outre ces caractéristiques principales, d’autres aspects coutumiers apparaissent également, tels que l’extériorité, l’hyperréalisme, les tableaux extensifs, la quiétude et la patience.

### Recherches universitaires
- SING, Song-Yong. Le mutisme dans le cinéma parlant: généalogie d'images de l'autre. 2006. Thèse de doctorat. Paris 10 .
- CHAVE, Milène. Le mutisme au cinéma. 2009 .
- GIANNOURI, Evgenia. Marches des corps,[dé] marches des images. Image et mouvement a l'aune du regard contemplatif et du corps en acte. 2010. Thèse de doctorat. Paris 3 .
- RIFFLARD, Benjamin. Le corps épuisé: étude du cinéma de Tsai Ming-liang. 2014 .
- NOBÉCOURT, François. La représentation de l'ennui au cinéma. 2014 .
- BÉNARD, Rosine. Poétique des quatre éléments dans le cinéma contemporain: Prolégomènes à une esthétique du retour. 2014. Thèse de doctorat. Paris 3 .
- ZHANG, Qi-Wen. La marche contemplative: les scènes de marche dans les films de Tsai Ming-liang. 2016. Thèse de doctorat .
- ROSENTHAL, Alice. Renouveau du cinema documentaire sur les animaux depuis les années 2000 : essor d'une approche contemplative. 2020 .
- HAMONIC, Titouan. Du visible à l'ouvert : l'expérience atmosphérique au cinéma. 2024 .